# 善正寺 (京都市)
善正寺（ぜんしょうじ）は、京都府京都市左京区にある日蓮宗の寺院。山号は妙慧山。旧本山は大本山本圀寺（六条門流）達師法縁。

## 概要
善正寺は、豊臣秀吉の実姉日秀（とも）が、わが子である豊臣秀次を始め、豊臣秀勝、豊臣秀保また豊臣秀次一門の菩提を弔うため、嵯峨野に庵を結んだことに始まる。
秀次は秀吉の養子になり関白にもなったが、秀吉に実子・秀頼が生まれると疎まれるようになり、文禄四年（1595年）には高野山に追放、切腹を命じられる。秀次の妻妾や子らも、三条河原でことごとく斬殺された。
同年四月には三男秀保（十七歳）が事故死しており、遡ること三年前の元禄元年九月には、次男豊臣秀勝（二十四歳）が出陣中の朝鮮唐島（巨済島）で戦病死している。
わずか四年の間に全ての子を失い、居城にしていた聚楽第を追われたともは、嵯峨野に小さな庵を結んだ。これが善正寺の前身となる。
人の世の儚さを憂いだともは、本圀寺の十六世日禎上人のもとで得度。時の後陽成天皇より寺号と寺領1000石を賜って瑞龍寺を建立、自ら初代住職となった。
慶長五年（1600年）、ともは洛東岡崎の地に、本圀寺日鋭上人を開山に迎え堂宇を建立、秀次の法号「善正寺殿前左相府髙厳道意尊儀」に因み、寺号を善正寺と名付け、豊臣秀次並びに一門の菩提寺とした。
本堂裏の高見の墓所には「善正殿」がある。内部に秀次の首塚と五輪塔、秀勝、秀保の墓が納められている。また善正殿の脇には日秀尼（とも）の墓、秀次一門の供養塔が経つ。
日秀尼（とも）を始めとする瑞龍寺の歴代門跡の御墓所である。
寺地は神楽岡と黒谷の中間、龍光院の西にあたる。丘陵上にあり眼下に吉田、聖護院一帯と遥かに市中をのぞむ。門には「妙慧山善正寺」「豊臣秀次公、村雲瑞龍寺御墓所」と札がかかる。

## 歴史
天正二十年（1592年）七月、豊臣秀吉の実姉日秀（とも）は母（なか）を失い、その涙も乾かぬ九月、次男豊臣秀勝（二十四歳）が出陣中の朝鮮唐島（巨済島）で病没した。
そして、三年後の文禄四年（1595年）四月、三男豊臣秀保（十七歳）が療養先の十津川温泉で崖から転落して死んでしまったばかりか、その年七月、長男秀次が謀反の嫌疑をかけられ、高野山に送られて切腹、二十八歳の生涯を終えていた。
このとき、秀次が儲けた子女五人も、秀次の妻妾、子女三十四人とともに三条河原で斬殺されるという悲劇が起こっている。また、ともの夫三好吉房もこの事件に連座して城主の座を追われ、四国讃岐に配流されている。
「一人残されたともは仏門に」
僅か四年の間に三人の我が子と五人の孫を失い、夫とも引き離された日秀（とも）は、嵯峨野に善正寺の前身となる小さな庵を結ぶ。ひそかに届けられた秀次の首級を庵の傍らに埋葬、二尊院の僧に頼んで供養を続けていたが文禄五年（1596年）本圀寺の十六世日禎上人に帰依し得度している。
「瑞龍寺・善正寺を建立」
慶長三年（1598年）後陽成天皇より京都今出川村雲の地と洛東岡崎に、あわせて寺領1000石と瑞龍院の院号が下賜される。
このときともは名を「瑞龍院妙慧日秀」と改め、拝領した村雲の地に瑞龍寺を建立して移り住んだ。
そして瑞龍寺にもほど近い洛東岡崎の地に、嵯峨野より秀次の首塚を移し、慶長五年（1600年）本圀寺の日鋭上人を開山に迎え、自身の院号（妙慧）と秀次の戒名（善正寺殿前左相府髙厳道意尊儀）から名付けた「妙慧山善正寺」を建立し、秀次とその眷属の菩提寺とした。
「読経三昧の余生」
こうしてともは、折あるごとに善正寺を訪れて秀次一門の冥福を祈りつつ、熱心な法華僧侶として余生をおくり、寛永二年（1625年）四月二十四日に寂した。三人の男子を早くに失い、その子の余命を授かったのか、あるいは仏門に帰依した仏の徳を得られたのか、九十二歳という稀な天寿を全うした。

## 東山檀林旧跡
檀林というのは、現在の大学に相当するもので僧侶の学問所のこと。開設は善正寺が現在の地に移って四半世紀のちの寛永元年（1624）
檀林開基は第四世顕寿院日演上人。
地名をもって東山檀林とよばれ、明治初年の廃檀にいたるまでの間、実に七百余人の歴代を数えています。
東山檀林は京都六檀林の一つに数えられ、宗風大いに興り全国から多くの高僧が集まり、また多くの学僧が寄宿し勉学に励みました。花時には都下の人々が群参し、樹下に酒宴をひらいて三界の苦をしばし忘れたと言われています。
檀林における授業内容は「文句五構、玄義七構総ジテ以テ十席三十席」と定められており、一席でも休むと進級できなかったよう。学費は善正寺蔵の「新来礼銀ノ定」によると「大仲間四百銅、能化二両、玄能一両、能指南二両納メル可キコト、外ニ指南銀八十銅、妙見掛銭四十八銅納ム可キ事」となっている。

檀林の名称は近世に入ってから一般化したもので、中世後期までは談所・学室・学問所などと呼ばれた。
画、元治元年(1864)

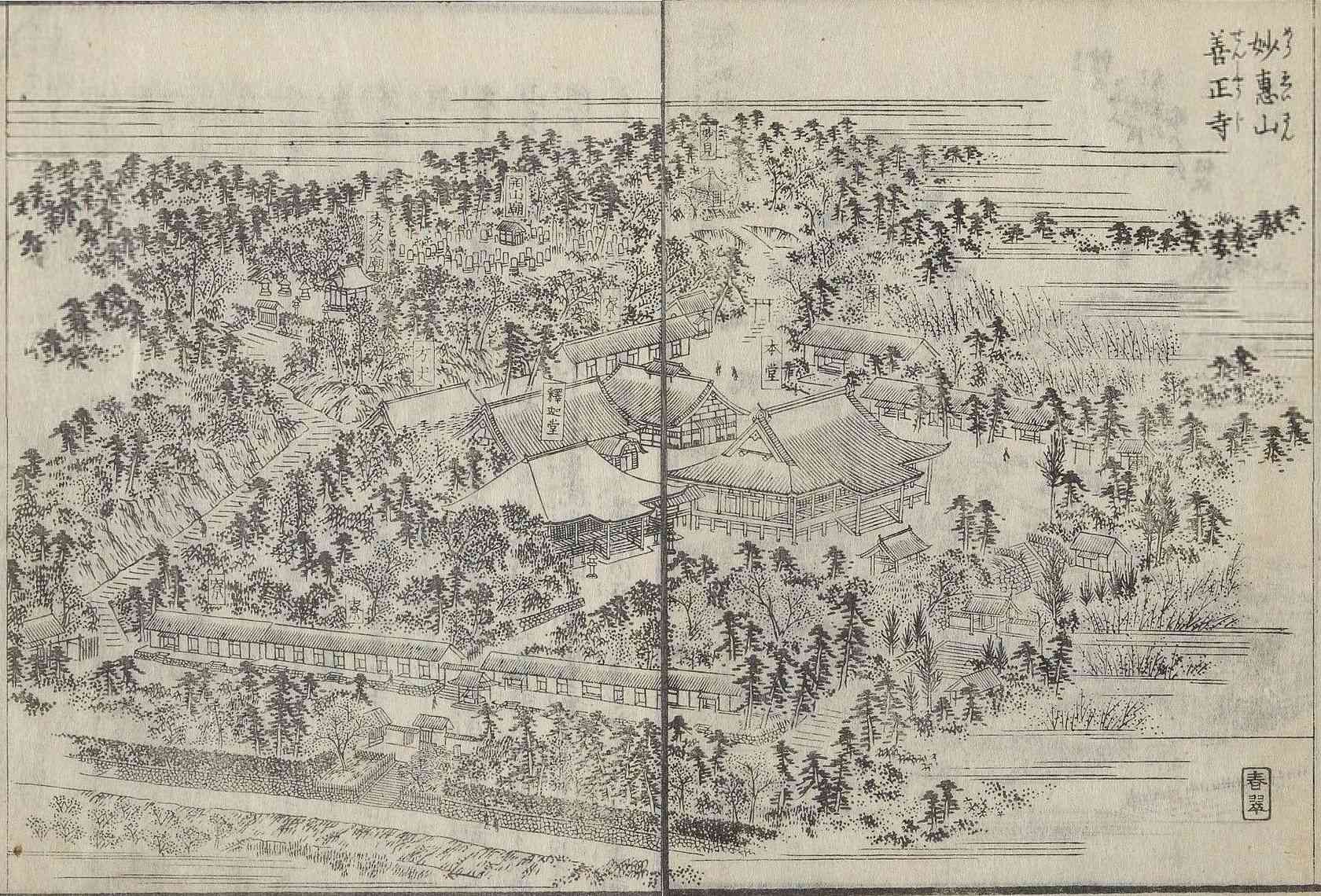

「東山名勝圖會」（「再撰花洛名勝圖會　東山之部」）木村明啓・川喜多真彦/著、松川安信ほか/より
「大頭網録」には『東西六十間、南北七十五間、五千百余坪、南禅寺、一条殿、黒谷、長良寺、西大路殿ニ寺領アリ』と記されており、寺域の規模をうかがうことができます。
寛政元年（1789）頃の「東山檀林善正寺古図」では、敷地（南北７０間、東西６５間）、表門（高麗門）、半門、裏門、妙見宮、番神堂、玄義講義所、文句講義所、鐘楼、玄能寮、本堂（７×８間）、釈迦堂（６間四面）、客殿・玄関、書院、庫裏、食堂、大頭寮、くず屋、経蔵、秀次霊屋、雪隠、所化寮５棟、が描かれてる。
西に表門を開き、その付近にくず屋と玄義講談所が配される。石段を登って正面が本堂、その西側に釈迦堂が何れも南面し、釈迦堂前に鐘楼、本堂東に経蔵、本堂背後に廊下で客殿・書院・庫裏・食堂に連絡する。
北西に玄能寮、北東に鎮守妙見社がある。大頭寮は北東にある。南東には文句講義所と番神堂がある。所化寮は西辺に３棟、北辺に１棟、東辺に１棟が配される。秀次廟所・墓所は北辺にある。（　「近世日蓮宗檀林の建築構成-1-」丹羽博亨（広島工業大学研究紀要 16〔通号 20〕1982/03　所収)より）

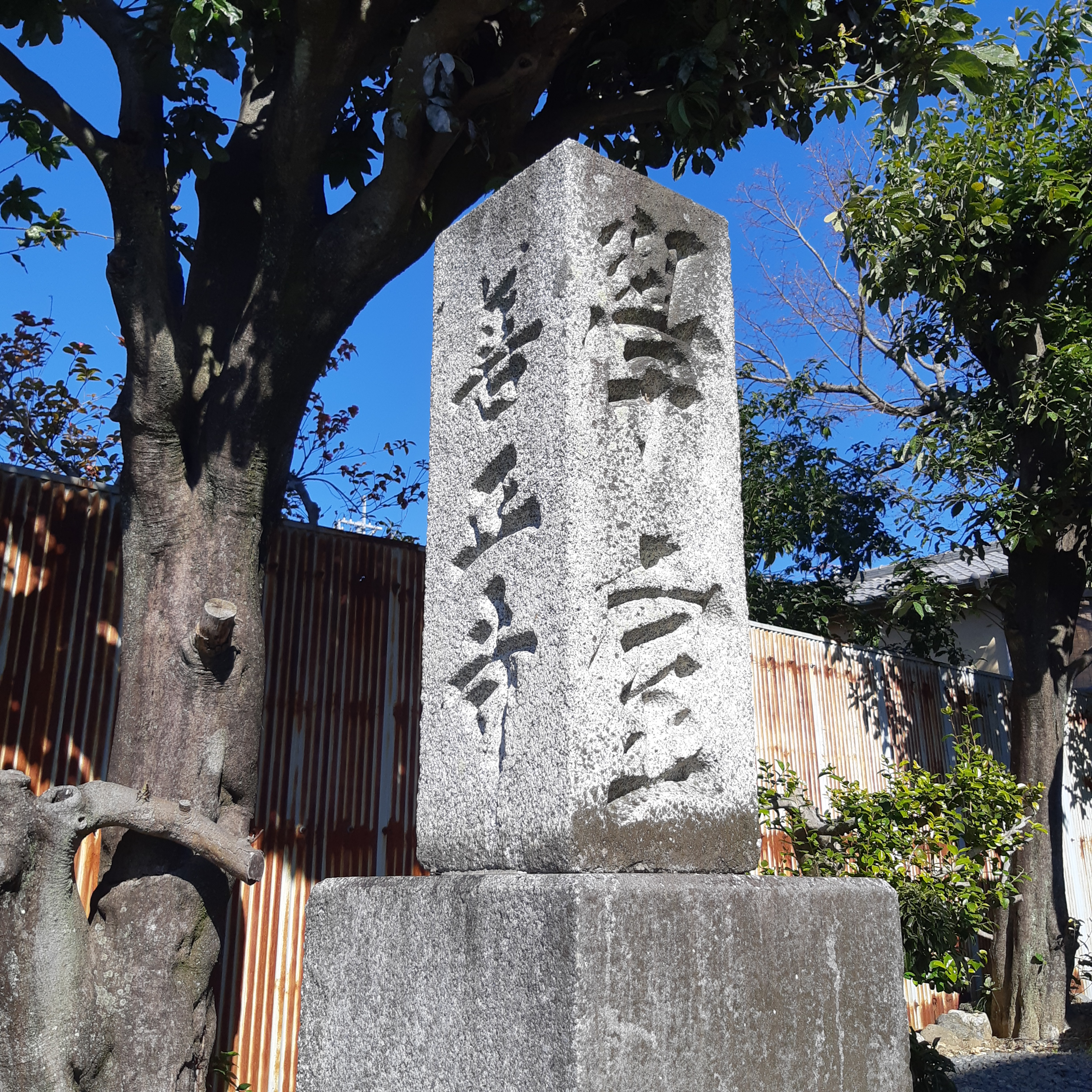

- 1872年（明治5年）学制発布により廃檀

現在は参道入口に檀林時代の碑が確認できる。

## 海中出現釈迦金銅仏
善正寺境内の本師堂には、慶長二十年（1615年）肥後国、玉名郡中村の浜にて漁師の網にかかり海中より出現した「釈迦金銅坐像」が安置されている。高さ一尺。深草元政上人筆の縁起文あり。

## 村雲瑞龍寺歴代門跡御墓所
善正寺は村雲瑞龍寺歴代門跡の菩提寺である。
- 1世　瑞龍院殿妙慧日秀尼　豊臣秀吉の姉
- 2世　瑞圓院殿日怡尼　　　九条幸家の三女[4]
- 3世　瑞照院殿日通尼　　　二条康道の女子
- 4世　瑞法院殿日寿尼　　　鷹司教平の女子
- 5世　瑞現院殿日顕尼　　　鷹司房輔の女子
- 6世　瑞應院殿日慈尼　　　女子
- 7世　瑞妙院殿日護尼　　　二条吉忠の女子
- 8世　常孝院殿日照尼　　　有栖川宮音仁親王王女・茂美宮
- 9世　瑞正文院殿日尊尼　　伏見宮貞敬親王王女・為宮
- 10世　瑞法光院殿日榮尼　　伏見宮邦家親王王女・万佐宮
- 11世　瑞珠院殿日浄尼　　　仙石政敬の女子
- 12世　瑞興院殿日英尼　　　小笠原長幹の女子
- 13世　瑞華院殿日凰尼　　　桜緋紗子
- 14世　瑞妙院殿日澄尼　　　最妙寺五世　鷲津啓静
- 15世　瑞仙院殿日英上人　　最妙寺六世　鷲津恵得

## 交通アクセス
- 京阪電気鉄道鴨東線神宮丸太町駅から徒歩10分。